# ون پتن (ایلینوی)
ون پتن، ایلینوی (به انگلیسی: Van Petten, Illinois) یک محدوده ثبت‌نشده در ایالات متحده آمریکا است که در شهرستان لی، ایلینوی واقع شده‌است.

## خصوصیات
ون پتن ۱۹۹٫۹۵ متر بالاتر از سطح دریا واقع شده‌است.